# Norman Orenstein
Herman Norman Orenstein (* 1945 in Toronto) ist ein kanadischer Komponist.

## Leben
Orenstein ist der Sohn des 2009 verstorbenen Autoren, Produzenten und Regisseurs Leo Orenstein. 1984 komponierte Herman Norman Orenstein für das Drama Unfinished Business seine erste Filmmusik. Seitdem war er unter anderem für die Musik von Filmen wie Sanctuary, American Psycho II: Der Horror geht weiter und Cube Zero verantwortlich. Außerdem ist er für verschiedene Fernsehserien, häufig Dokumentationen, tätig. Sein Schaffen umfasst mehr als 130 Produktionen.

## Filmografie (Auswahl)
- 1984: Unfinished Business
- 1993: Wo liegt der Mond? (Tsuki wa dotchi ni dete iru)
- 1994: Crazy Skischool (Ski School 2)
- 1996: Downhill Willy – Der Schrecken der Piste (Downhill Willy)
- 1996: Outgun (Bounty Hunters)
- 1998: Sanctuary
- 1998: Die ersten 9 1/2 Wochen (The First 9 1/2 Weeks)
- 1998: White Raven – Diamant des Todes (The White Raven)
- 1999: Survivor – Das Grauen aus dem ewigen Eis (Survivor)
- 2001: Meuterei unter Wasser – USS Lansing antwortet nicht (Danger Beneath the Sea)
- 2002: American Psycho II: Der Horror geht weiter (American Psycho II: All American Girl)
- 2002: Cube 2: Hypercube (Cube²: Hypercube)
- 2004: Gone Dark (The Limit)
- 2004: Cube Zero
- 2001: Sea Wolf – Der letzte Pirat (The Sea Wolf)
- 2006: Liebe deinen Nächsten (Love Thy Neighbor)
- 2007: Diary of the Dead (George A. Romero's Diary of the Dead)
- 2007: Echoes 2 – Stimmen aus der Zwischenwelt (Stir of Echoes: The Homecoming)
- 2011: House of the Rising Sun
- 2014: The Editor
- 2019: Killer Queen
- 2021: Blood and Water (Fernsehserie, 6 Folgen)